# دریاچه ایمیر
دریاچه ایمیر (انگلیسی: Lake Eymir) یک دریاچه در استان آنکارای کشور ترکیه است.